# Ilnur Zakarin
Ilnur Azàtovitx Zakarin (en rus Ильнур Азатович Закарин, Nàberejnie Txelní, Tatarstan, 15 de setembre de 1989) és un ciclista rus, professional entre el 2012 i el 2022. En el seu palmarès destaca la victòria al Tour de Romandia de 2015, una etapa al Giro d'Itàlia de 2015 i una altra al Tour de França de 2016.
El 2009 va ser suspès durant dos anys per donar positiu en un control per anabolitzants.
Pocs dies abans de començar els Jocs Olímpics de Rio, es va anunciar que la Unió Ciclista Internacional excloïa Zakarin de poder participar en els Jocs, juntament amb altres ciclistes russos, degut al seu historial amb el dopatge.

## Palmarès
- 2007
  -  Campió d'Europa júnior en Contrarellotge
- 2011
  - Vencedor d'una etapa al Friendship People North-Caucasus Stage Race
- 2012
  - 1r al Gran Premi de Donetsk
  - 1r al Gran Premi d'Adiguèsia i vencedor de 2 etapes
  - Vencedor d'una etapa al Girobio
  - Vencedor d'una etapa al Tour d'Alsàcia
- 2013
  -  Campió de Rússia en contrarellotge
  - Vencedor d'una etapa al Gran Premi d'Adiguèsia
- 2014
  - 1r al Gran Premi de Sotxi
  - 1r al Gran Premi d'Adiguèsia i vencedor d'una etapa
  - 1r al Tour de l'Azerbaidjan
- 2015
  - 1r al Tour de Romandia
  - Vencedor d'una etapa al Giro d'Itàlia
- 2016
  - Vencedor d'una etapa a la París-Niça
  - Vencedor d'una etapa al Tour de França
- 2017
  -  Campió de Rússia en contrarellotge
- 2019
  - Vencedor d'una etapa al Giro d'Itàlia

### Resultats al Giro d'Itàlia
- 2015. 44è de la classificació general. Vencedor d'una etapa
- 2016. Abandona (19a etapa)
- 2017. 5è de la classificació general
- 2019. 10è de la classificació general. Vencedor d'una etapa
- 2020. 22è de la classificació general

### Resultats al Tour de França
- 2016. 25è de la classificació general. Vencedor de la 17a etapa
- 2018. 9è de la classificació general
- 2019. 51è de la classificació general
- 2020. Abandona (12a etapa)

### Resultats a la Volta a Espanya
- 2017. 3r de la classificació general
- 2018. 20è de la classificació general